# Jacobus van Koningsveld

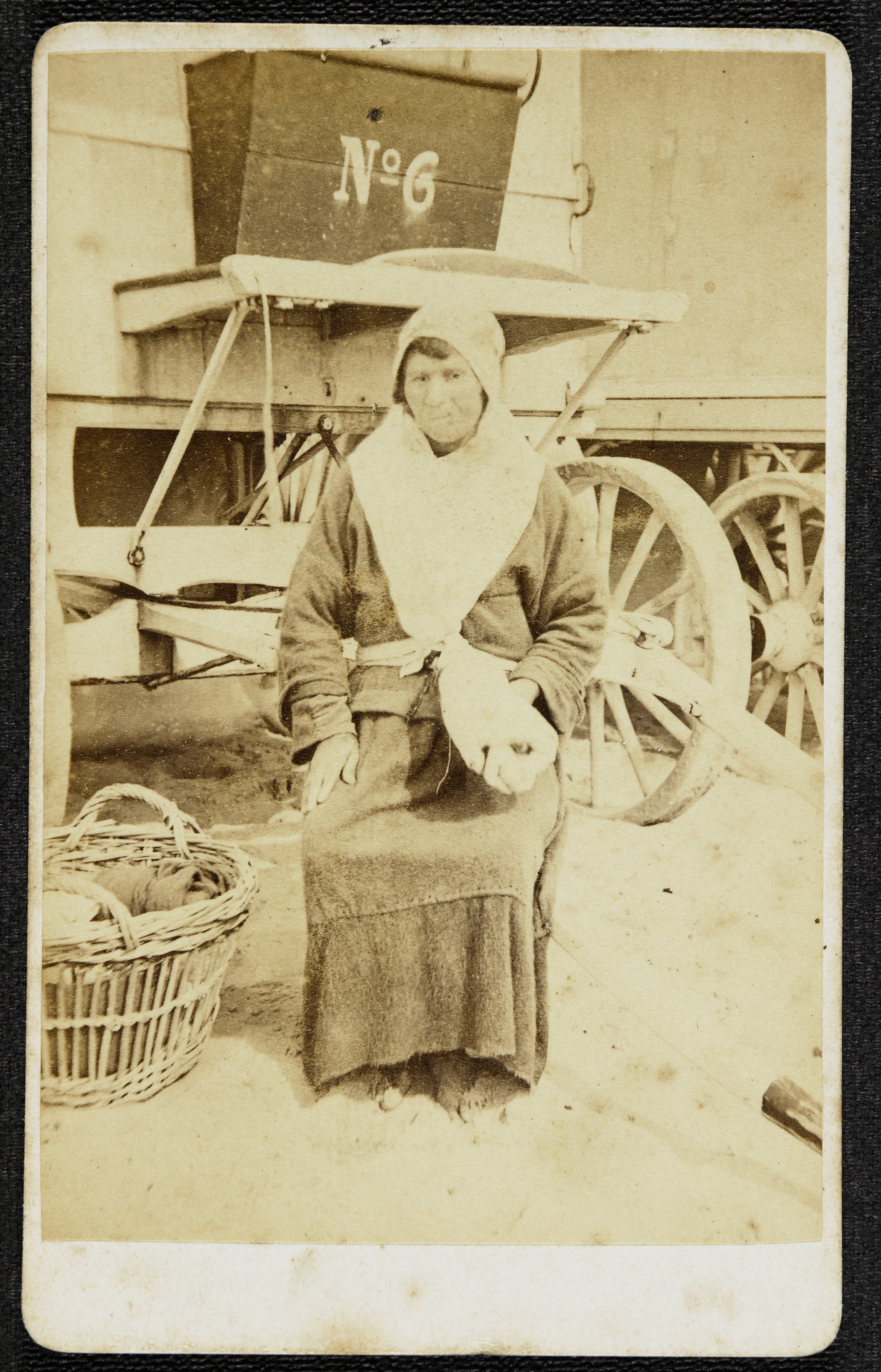
Souvenir de Schéveningue, rybáři u moře, žánrová fotografie

Jacobus van Koningsveld (Deventer, 4. března 1824 – Haag, 30. července 1866) byl nizozemský malíř a fotograf.

## Život a dílo
Van Koningsveld byl synem Gerrita Jana van Koningsvelda, vedoucího poštovního úřadu a Berendje van Velde. Studoval u Jana Adama Krusemana na Královské akademii výtvarných umění v Amsterdamu (1840–1845) a poté odjel do Paříže s malířem Jozefem Israëlsem. Spolupracovali na řadě obrazů a oba získali stipendium pro studenty umění Prix de Rome v roce 1847. V roce 1848 se vrátil do Nizozemska, kde se usadil v Amsterdamu. O dva roky později se oženil s Francouzkou Lucií Blachet (1828–1907).
Van Koningsveld se přestěhoval do Haagu, kde v roce 1859 otevřel Fotografický ateliér Photographisch Atelier van Löwenstam & van Koningsveld. Po Mauritsu Verveerovi byl druhým malířem v Haagu, který se začal věnovat fotografii. Jeho partner Van Löwenstam firmu po dvou letech opustil. Od roku 1864 Van Koningsveld pracoval během koupací sezóny v Scheveningenu. Fotografoval pláž a rybáře a snímky prodával jako „Souvenir de Schéveningue“. Byl jedním z prvních, kdo se zaměřil na žánrovou fotografii. Zpočátku Van Koningsveld také pokračoval v malování, ale po roce 1861 se již výstav žijících mistrů Tentoonstelling van Levende Meesters neúčastnil a věnoval se výhradně fotografii.
Van Koningsveld byl členem Pulchri Studio a od roku 1865 haagského oddělení Maatschappij tot Nut van 't Algemeen. Zemřel v roce 1866, ve věku 42 let. Po smrti pokračovala v podnikání jeho manželka.

## Práce ve veřejných sbírkách (výběr)
- Rijksmuseum Amsterdam[3]

## Galerie

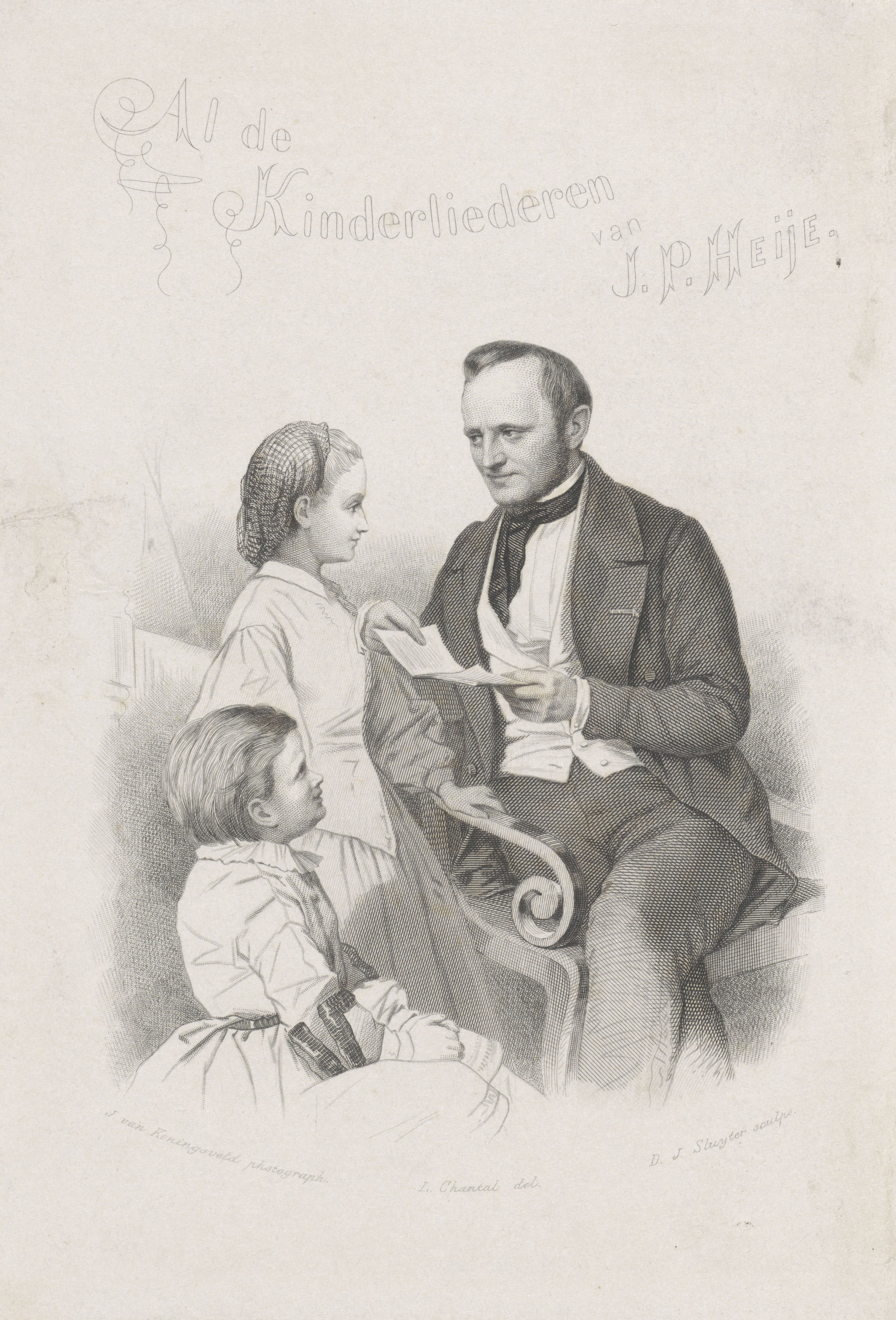
Titulní strana, dílo: J. P. Heije, Al de Kinderliederen, 1861, Man met twee kinderen
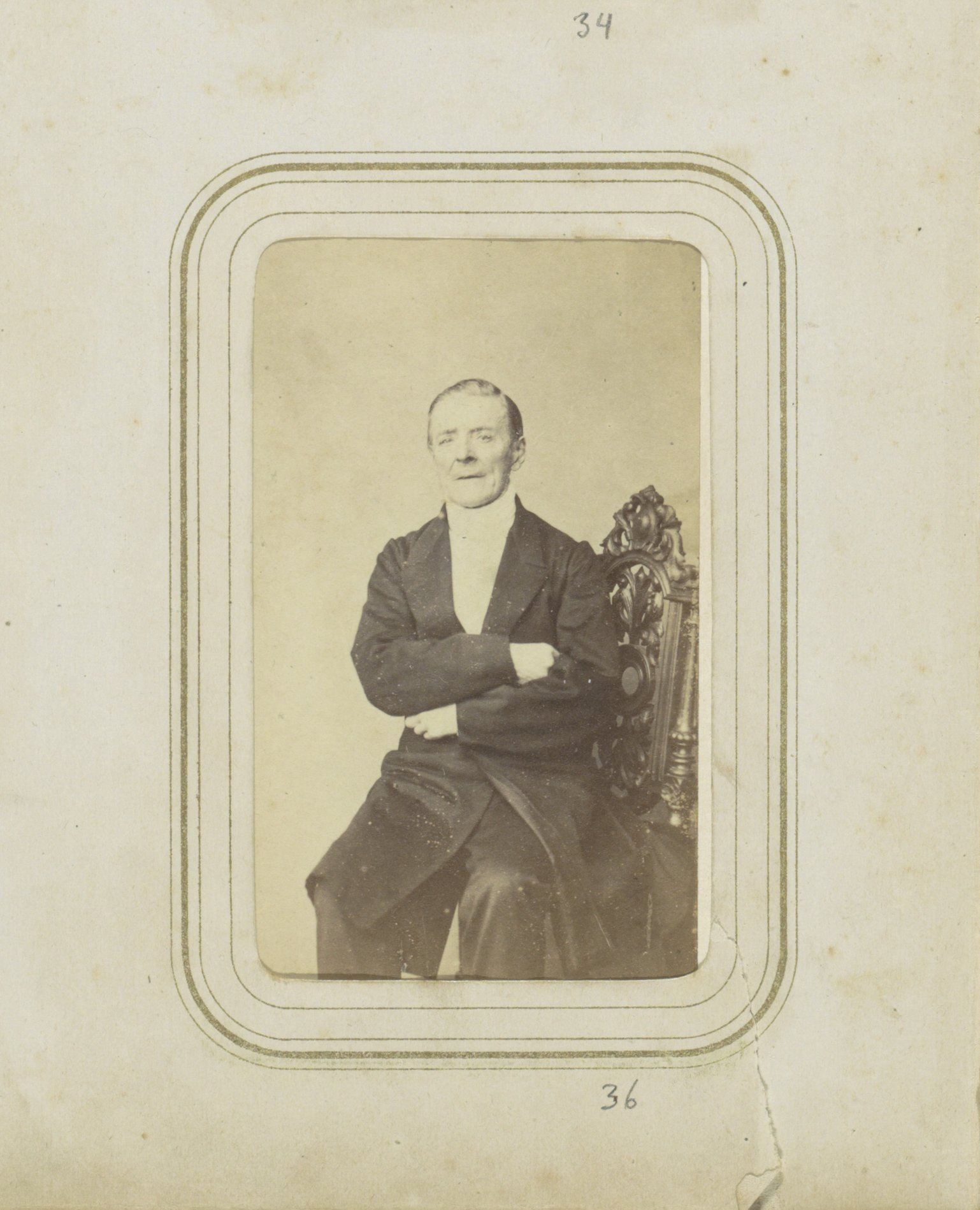
Portrét sedícího muže s dlouhým kabátem
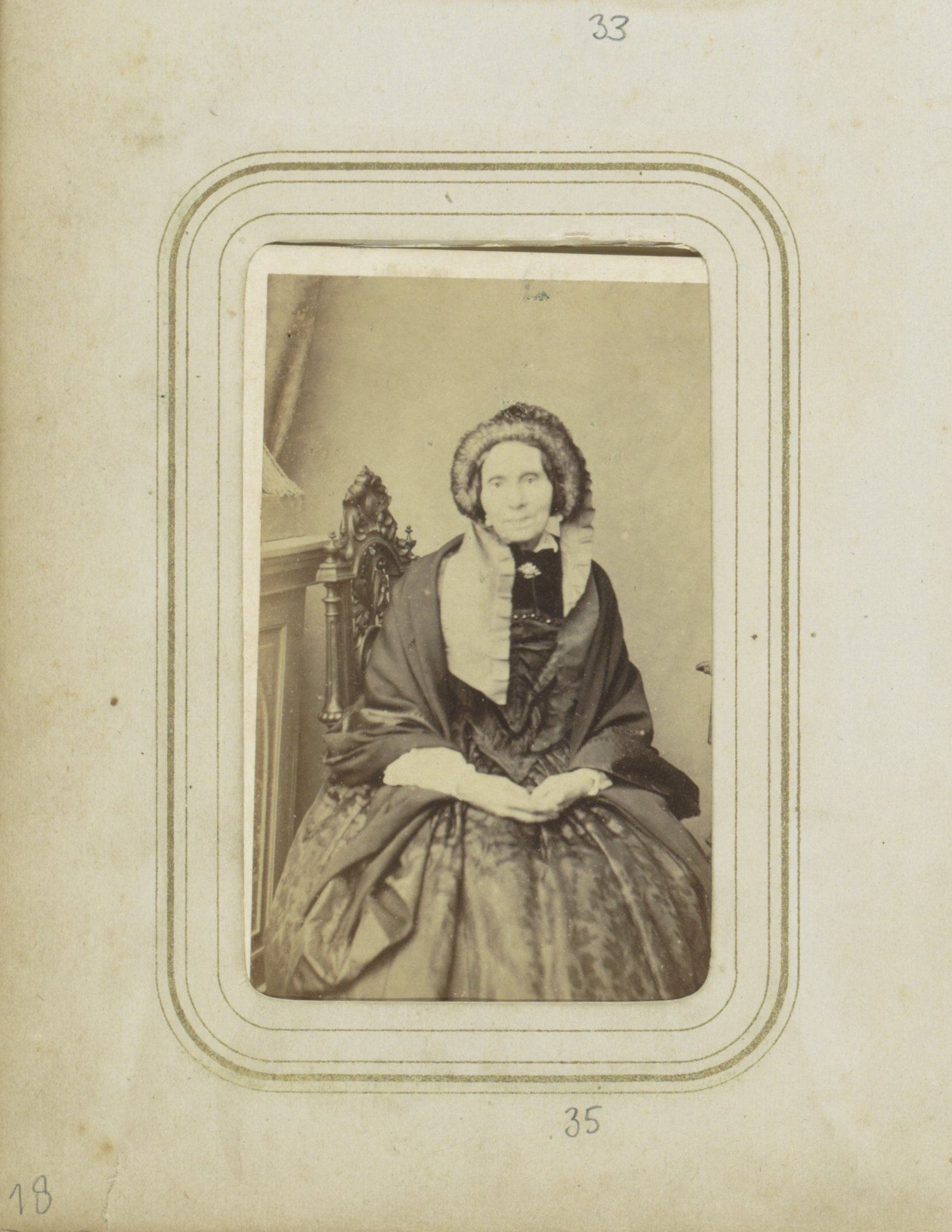
Portrét sedící ženy v čepici
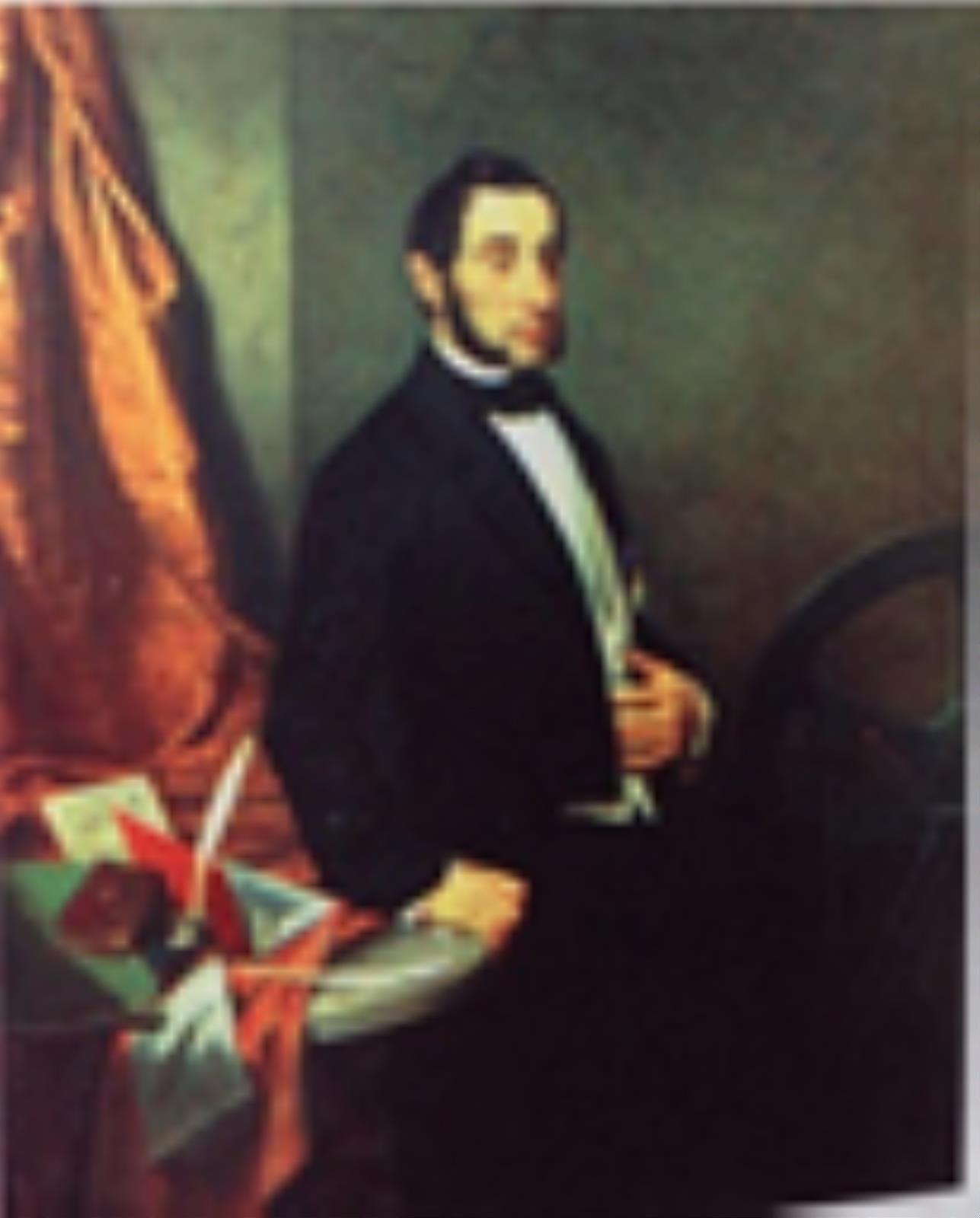
Paul van Vlissingen, portrét
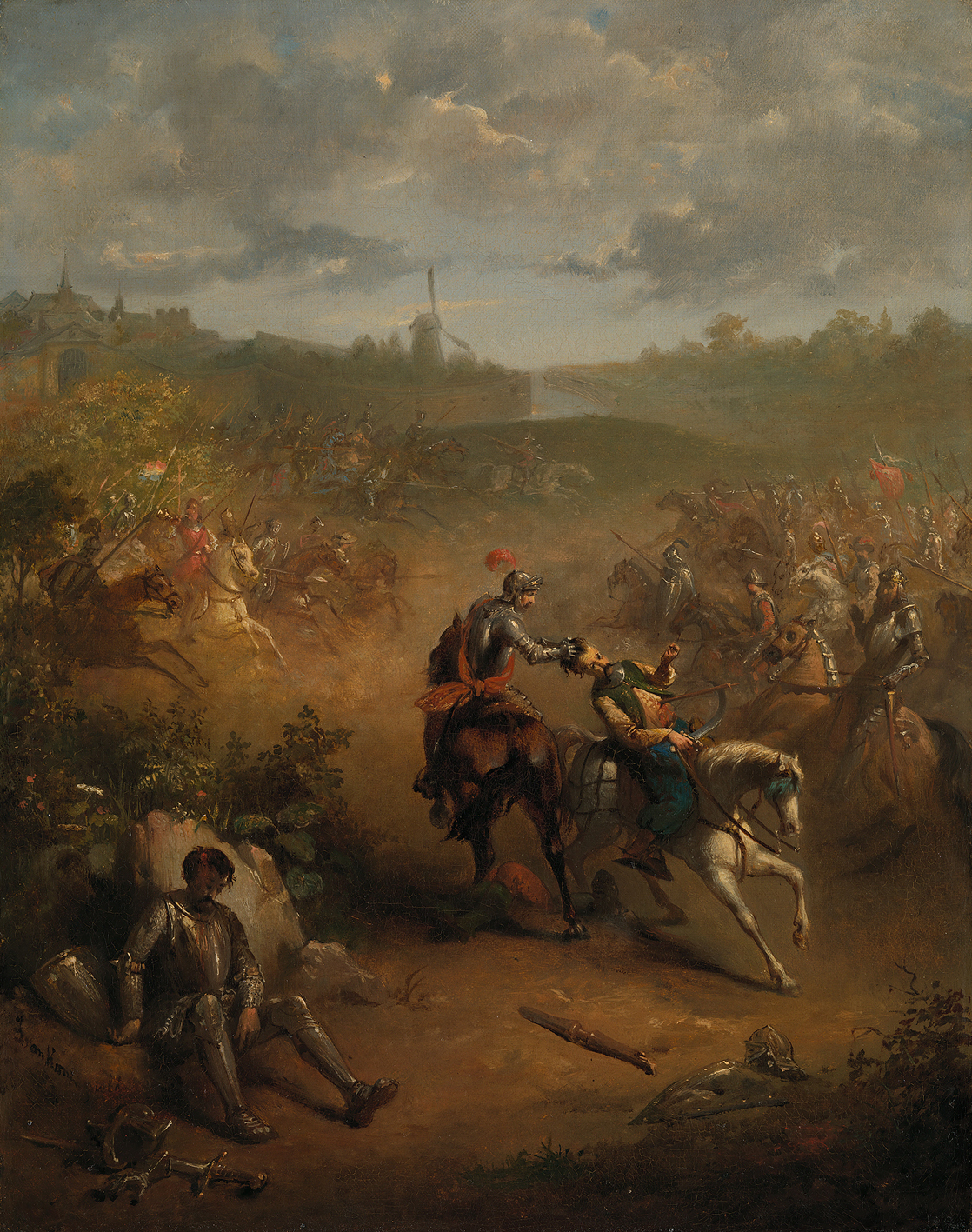
Het dappere optreden van Marcelis Bax bij Bergen op Zoom, Amsterdam Museum, 1588
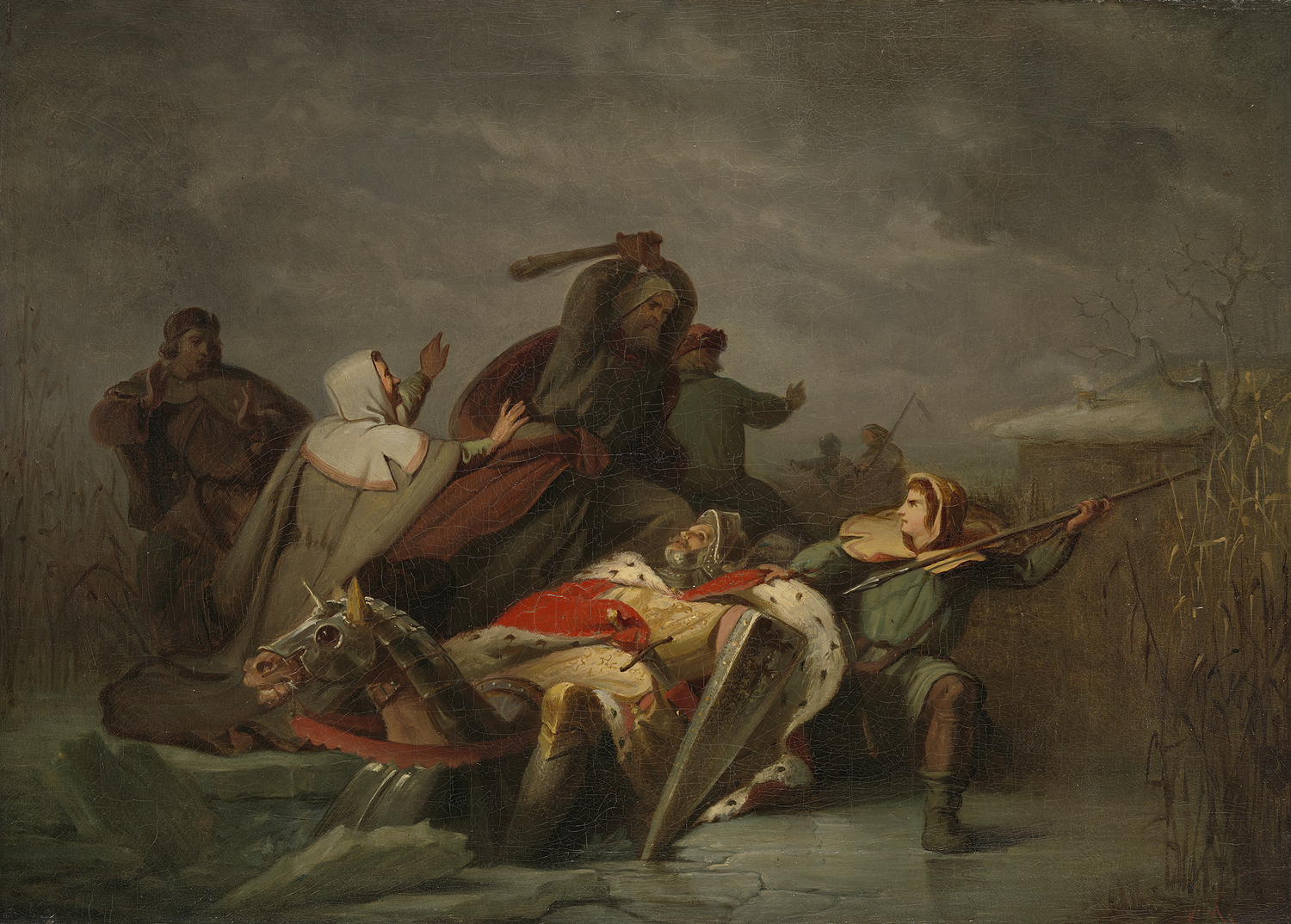
Dne 28. ledna 1256, v bitvě poblíž Hoogwoudu, se Vilém II. Holandský pokusil přejít zamrzlé jezero, protože se ztratil, ale jeho kůň byl těžký a led se prolomil